# Erebia extincta
Erebia extincta är en fjärilsart som beskrevs av Goltz 1930. Erebia extincta ingår i släktet Erebia och familjen praktfjärilar. Inga underarter finns listade i Catalogue of Life.